# Hemioplisis inunculata
Hemioplisis inunculata är en fjärilsart som beskrevs av Achille Guenée 1858. Hemioplisis inunculata ingår i släktet Hemioplisis och familjen mätare. Inga underarter finns listade i Catalogue of Life.